# Thomas Boudat
Thomas Boudat (Langon, 24 de fevereiro de 1994) é um desportista francês que compete em ciclismo na modalidade de pista, especialista nas provas de pontuação e ómnium; ainda que também disputa carreiras de estrada, pertencendo à equipa Direct Énergie desde o ano 2016.
Tem ganhado uma medalha de ouro no Campeonato Mundial de Ciclismo em Pista de 2014 e uma medalha de prata no Campeonato Europeu de Ciclismo em Pista de 2013.
Participou nos Jogos Olímpicos de Verão de 2016, ocupando o 5º lugar na prova de ómnium.

## Medalheiro internacional
| Campeonato Mundial | Campeonato Mundial         | Campeonato Mundial | Campeonato Mundial |
| Ano                | Lugar                      | Medalha            | Competição         |
| ------------------ | -------------------------- | ------------------ | ------------------ |
| 2014               | Cali ( Colômbia)           | Medalha de ouro    | Ómnium             |
| Campeonato Europeu |                            |                    |                    |
| Ano                | Lugar                      | Medalha            | Competição         |
| 2013               | Apeldoorn ( Países Baixos) | Medalha de prata   | Pontuação          |

## Palmarés

### Pista
2013
- 2º no Campeonato Europeu Pontuação
- Campeonato da França Perseguição por Equipas (com Romain Cardis, Julien Morice e Maxime Piveteau)
- Campeonato da França em Omnium
- Campeonato da França em pontuação
- 2º no Campeonato da França em scratch
- 3º no Campeonato da França em Perseguição

2014
- Campeonato Mundial Omnium
- 2º no Campeonato da França em perseguição
- 2º no Campeonato da França em madison (junto a Lucas Destang)
- Campeonato da França em scratch
- Campeonato da França em Omnium
- Campeonato da França Perseguição por Equipas (com Lucas Destang, Julien Morice e Jean-Marie Gouret)

2015
- Campeonato da França Perseguição por Equipas (com Bryan Coquard, Bryan Nauleau e Julien Morice)
- Campeonato da França em pontuação
- Campeonato da França em madison (com Bryan Coquard)

2016
- Campeonato da França em scratch
- Campeonato da França em pontuação
- 3º no Campeonato da França em madison

2017
- Campeonato da França em scratch
- Campeonato da França em madison (com Sylvain Chavanel)
- 3º no Campeonato da França em pontuação
- 3º no Campeonato da França em Omnium

2018
- Campeonato da França em scratch
- Campeonato da França em Omnium
- 2º no Campeonato da França em madison (junto a Sylvain Chavanel)
- 3º no Campeonato da França em Perseguição por equipas

2018-2019
- Seis dias de Roterdã (com Niki Terpstra)

### Estrada
2014 (como amador)
- ZLM Tour

2015
- Clássica Córsega

2017
- Grande Prêmio Villa de Lillers
- 1 etapa da Settimana Coppi e Bartali
- Paris-Chauny

2018
- 1 etapa da Volta a Andaluzia
- Cholet-Pays da Loire

2019
- Circuito de Valônia

## Resultados nas Grandes Voltas
Durante a sua carreira desportiva tem conseguido os seguintes postos nas Grandes Voltas.
| Carreira        | 2015 | 2016 | 2017 | 2018 | 2019 |
| --------------- | ---- | ---- | ---- | ---- | ---- |
| Giro d'Italia   | -    | -    | -    | -    | -    |
| Tour de France  | -    | -    | 140º | 89º  | -    |
| Volta a Espanha | -    | -    | -    | -    | -    |

-: não participa 

Ab.: abandono 